# Herrarnas fyrmanna i bob vid olympiska vinterspelen 1994
Herrarnas fyrmannabobåkning i vinter-OS 1994 ägde rum i Lillehammer, Norge den 26-27 februari 1994. 

## Medaljörer
| Gren             | Guld                                                                  | Silver                                                         | Brons                                                               |
| Herrar, fyrmanna | Tyskland Harald Czudaj Karsten Brannasch Olaf Hampel Alexander Szelig | Schweiz Gustav Weder Donat Acklin Kurt Meier Domenico Semeraro | Tyskland Wolfgang Hoppe Ulf Hielscher Rene Hannemann Carsten Embach |

## Resultat
| Placering | Lag                      | Idrottare                                                               | Tid     |
| 1         | Tyskland                 | Harald Czudaj, Karsten Brannasch, Olaf Hampel, Alexander Szelig         | 3:27,78 |
| 2         | Schweiz                  | Gustav Weder, Donat Acklin, Kurt Meier, Domenico Semeraro               | 3:27,84 |
| 3         | Tyskland                 | Wolfgang Hoppe, Ulf Hielscher, René Hannemann, Carsten Embach           | 3:28,01 |
| 4         | Österrike                | Hubert Schösser, Gerhard Redl, Harald Winkler, Gerhard Haidacher        | 3:28,40 |
| 5         | Storbritannien           | Mark Tout, George Farrell, Jason Wing, Lenox Paul                       | 3:28,87 |
| 6         | Österrike                | Kurt Einberger, Thomas Bachler, Carsten Nentwig, Martin Schützenauer    | 3:28,91 |
| 7         | Schweiz                  | Christian Meili, René Schmidheiny, Gerold Löffler, Christian Reich      | 3:29,33 |
| 8         | Storbritannien           | Sean Olsson, John Herbert, Dean Ward, Paul Field                        | 3:29,41 |
| 9         | Italien                  | Gunther Huber, Antonio Tartaglia, Bernhard Mair, Mirco Ruggiero         | 3:29,42 |
| 10        | Tjeckien                 | Jiri Dzmura, Pavel Puskar, Pavel Polomsky, Jan Kobian                   | 3:29,51 |
| 11        | Kanada                   | Christopher Lori, Christian Farstad, Sheridon Baptiste, Glenroy Gilbert | 3:29,56 |
| 12        | Kanada                   | Pierre Lueders, David Maceachern, Jacek Remigjusz Pyc, Pascal Caron     | 3:29,57 |
| 13        | Lettland                 | Zintis Ekmanis, Boriss Artemjevs, Aldis Intlers, Didzis Skuska          | 3:29,81 |
| 14        | Jamaica                  | Dudley Stokes, Winston Watt, Nelson Stokes, Wayne Thomas                | 3:29,96 |
| 15        | USA                      | Randy Will, Jeffrey Woodard, Joseph Sawyer, Chris Coleman               | 3:29,97 |
| 16        | Frankrike                | Bruno Mingeon, Philippe Tanchon, Gabriel Fourmigue, Eric Le Chanony     | 3:30,04 |
| 17        | Sverige                  | Fredrik Gustafsson, Jorgen Kruse, Lennart Westermark, Hans Byberg       | 3:30,32 |
| 18        | Japan                    | Naomi Takewaki, Hiroyuki Oshima, Hiroshi Suzuki, Takashi Ohori          | 3:30,32 |
| 19        | Lettland                 | Sandis Prusis, Juris Tone, Otomars Rihters, Adris Pluksna               | 3:30,81 |
| 20        | Australien               | Justin Mcdonald, Adam Barclay, Scott Walker, Glenn Carroll              | 3:31,02 |
| 21        | Frankrike                | Christophe Flacher, Thierry Tribondeau, Claude Dasse, Max Robert        | 3:31,18 |
| 22        | Italien                  | Pasquale Gesuito, Paolo Canedi, Silvio Calcagno, Marcantonio Stiffi     | 3:31,95 |
| 23        | Rumänien                 | Florian Enache, Marian Chitescu, Iulian Pacioianu, Mihai Dumitrascu     | 3:32,18 |
| 24        | Ryssland                 | Oleg Sukhoruchenko, Aidar Teregulov, Sergey Kruglov, Oleg Petrov        | 3:33,18 |
| 25        | Puerto Rico              | Liston Bochette, Jose Ferrer, Jorge Bonnet, Douglas Rosado              | 3:34,02 |
| 26        | Monaco                   | Albert Grimaldi, David Tomatis, Pascal Camia, Gilbert Bessi             | 3:34,62 |
| 27        | Ukraina                  | Aleksey Zhukov, Andrey Petukhov, Vasyl Lantukh, Oleksandar Bortiuk      | 3:35,32 |
| 28        | Amerikanska Jungfruöarna | Zachary Zoller, Paul Zar, David Entwistle, Alexander Poe                | 3:35,65 |
| 29        | Bosnien och Hercegovina  | Zoran Sokolovic, Izet Haracic, Nizar Zaciragic, Igor Boras              | 3:39,77 |
|           | USA                      | Brian Shimer, Bryan Leturgez, Karlos Kirby, Randy Jones                 | DNF     |